# Любимівка (Кам'янський район)
Люби́мівка — село в Україні, у Криничанській селищній громаді Кам'янського району Дніпропетровської області.
Населення — 21 мешканець.

## Географія
Село Любимівка розміщене за 2 км від сіл Любомирівка, Котлярівка і Яблуневе. Селом протікає пересихаючий струмок із загатою.

## Населення

### Мова
Розподіл населення за рідною мовою за даними перепису 2001 року:
| Мова       | Відсоток |
| ---------- | -------- |
| українська | 85,7 %   |
| російська  | 14,3 %   |